# 九四式水上偵察機

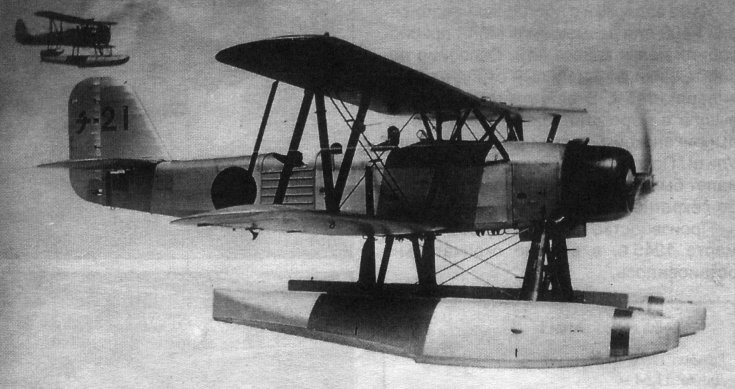
九四式二号水上偵察機

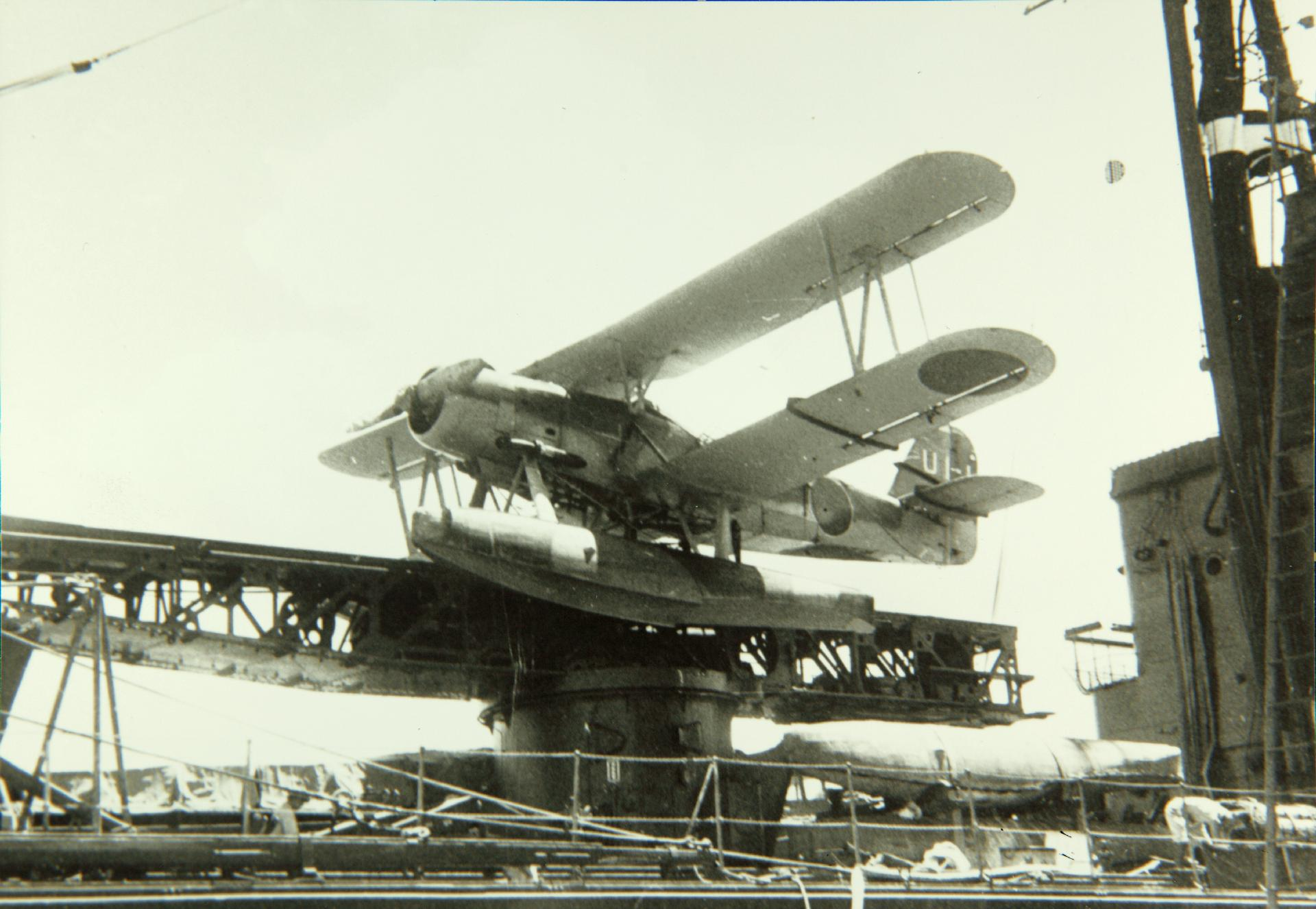
下側の姿

九四式水上偵察機（きゅうよんしきすいじょうていさつき）は、川西航空機が開発し、1934年（昭和9年）に制式採用された日本海軍の水上機である。機体略番は「E7K」。当時の同種の機体と比べて航続力・安定性・操縦性に優れており、1935年（昭和10年）から太平洋戦争末期までの長期間運用された。連合軍でのコードネームはAlf（アルフ）。

## 概要
昭和7年に日本海軍は、「七試水上偵察機」の開発を川西航空機と愛知航空機に命じた。海軍の要求は
- 基地及び艦載機として使用するため、カタパルト射出が可能なこと。
- 航続距離が長いこと。
- 安定性が良好なこと。
- 最高速度は241km/h以上。

が主な点だった。
この要求に従って川西航空機が開発した機体は、胴体・翼とも金属の骨組みに羽布張りの複葉機で、水冷エンジンを搭載していた。フロートはジュラルミン製で、それまでの水上機と比べて空気抵抗が少なく耐波性の大きい形状となっていた。また、冷却器や銃座を引き込み式にして空気抵抗の軽減を図っている。原型の川西J型試作1号機は1934年（昭和8年）2月6日にテストされ、最高速度は海軍の要求値には届かなかったものの既存の水上偵察機を上回り、抜群の安定性と航続力を有することが判明した。翌1935年（昭和9年）5月に九四式水上偵察機として制式採用され、量産が開始された。生産は1934年（昭和8年）-1940年（昭和15年）にかけて、川西航空機が各型473機、日本飛行機で57機生産され、合わせて530機生産された。
初期の機体は広廠九一式水冷エンジンを搭載していたが、後に性能向上のために三菱瑞星空冷エンジンに換装した機体が作られた。この改造により実用性はさらに向上したため、1938年（昭和13年）に九四式二号水上偵察機（E7K2）として制式採用された。それに伴い前期生産型は九四式一号水上偵察機（E7K1）と改称された。
九四水偵は1935年（昭和10年）から巡洋艦や水上機母艦の主力搭載機となった他、各地の基地にも配備され、偵察・船団護衛などに活躍した。太平洋戦争開戦時にはさすがに旧式化していたが、それでも基地航空隊では相当数が使用されていた。戦争後半には偵察任務からは退いたものの、哨戒や船団護衛・連絡などで終戦まで利用された。末期には特攻機として利用された機体もあった。また、完全自動操縦装置の試験に用いられた機体や、滑空標的機や一式標的機の母機として用いられた機体など、特殊な派生型も存在した。

## スペック
E7K1
- 全長：10.41m
- 全幅：14.00m
- 全高：4.735m
- 主翼面積：43.60m2
- 全装備重量：3,000kg
- 最高速度：239km/h（高度500m）
- 乗員：3名
- 発動機：九一式五〇〇馬力発動機二型水冷W型12気筒（離昇750hp・公称600hp）x1
- 航続距離：2,200km
- 航続時間：12時間
- 武装
  - 7.7mm固定機銃x1・7.7mm旋回機銃x2
  - 60kg爆弾x2または30kg爆弾x4